# Kongregacja ds. Biskupów i Zakonników
Święta Kongregacja do spraw Biskupów i Zakonników – Kongregacja Kurii Rzymskiej istniejąca w latach 1594–1908. Jej pełna nazwa brzmiała "Święta Kongregacja do spraw Konsultacji z Biskupami, Zakonnikami i Innymi Prałatami" (Sacrae Congregatio pro consultationibus Episcoporum, Regularium et aliorum Praelatorum). Nie należy jej mylić ze współcześnie istniejącą Kongregacją ds. Biskupów, która jest sukcesorką utworzonej w 1588 Świętej Kongregacji Konsystorialnej.
Kongregacja ta powstała z połączenia dwóch innych kongregacji: Kongregacji do spraw Konsultacji z Biskupami i Innymi Prałatami (utworzonej w 1572, zwanej w skrócie Kongregacją ds. Biskupów) oraz Kongregacji do spraw Konsultacji z Zakonnikami(utworzonej 17 maja 1586, zwanej w skrócie Kongregacją ds. Zakonników). Obie te kongregacje zostały zatwierdzone w bulli Sykstusa V Immensa aeterni Dei z 22 stycznia 1588, jednak już za pontyfikatu Klemensa VIII (1592–1605) połączono je w jedną. Prawdopodobnie nastąpiło to w roku 1594, gdy po śmierci prefekta Kongregacji ds. Biskupów Nicolasa de Pellevé jego następcą został kardynał Michele Bonelli, będący jednocześnie prefektem Kongregacji ds. Zakonników. Po jego śmierci w 1598 nowym prefektem został kardynał Alessandro Ottaviano de Medici, który w 1605 został papieżem Leonem XI (zm. 1605).
Zadaniem tej kongregacji, jak wskazywała jej nazwa, było prowadzenie konsultacji w sprawach bieżących z biskupami, zakonnikami i innymi prałatami, a także rozstrzyganie sporów między nimi, z wyłączeniem jednak spraw zastrzeżonych dla innych kongregacji, w szczególności Kongregacji ds. Soboru Trydenckiego. Początkowo miała bardzo szerokie kompetencje w zakresie egzekwowania zakonnej dyscypliny, jednak w 1698 papież Innocenty XII utworzył odrębną Kongregację ds. Dyscypliny Zakonnej. Sprawy te powróciły do kompetencji Kongregacji ds. Biskupów i Zakonników w 1906, gdy rozwiązaniu uległa Kongregacja ds. Dyscypliny Zakonnej.
Kongregacja ds. Biskupów i Zakonników należała do najliczniej obsadzanych kongregacji Kurii Rzymskiej. W XVII i XVIII wieku zasiadało w niej jednocześnie po ok. 30–40 kardynałów. Kongregacja miała też swojego sekretarza, którym był jeden z niższych rangą prałatów.
Kongregacja istniała do roku 1908, kiedy Pius X rozwiązał ją i podzielił jej kompetencje. Sprawy dotyczące zakonników przekazane zostały nowej Kongregacji ds. Zakonów, natomiast dotyczące biskupów przekazano Kongregacji Konsystorialnej.

## Lista prefektów Kongregacji ds. Biskupów i Zakonników

### Prefekci Kongregacji ds. Biskupów (1573–1594)
- Marco Antonio Maffei (1573–1583)[1]
- Nicolas de Pellevé (1583–1594)[1]

### Prefekt Kongregacji ds. Zakonników (1586–1594)
- Michele Bonelli OP (1586–1594)[1]

### Prefekci Kongregacji ds. Biskupów i Zakonników (1594–1908)
- Michele Bonelli OP (1594–1598)[1]
- Alessandro Ottaviano de Medici (1598–1605)
- François de Joyeuse (1605–1615)
- Antonio Maria Galli (1615–1620)
- Antonio Maria Sauli (1620–1622)
- Ottavio Bandini (1622–1626)[4]
- Laudivio Zacchia (1626–1627)[5]
- Antonio Marcello Barberini OFMCap (prefekt 1627–1633, proprefekt 1636–1642)[6]
- Marzio Ginetti (1633–1671)
- Francesco Maria Brancaccio (1671–1675)
- Gasparo Carpegna (1675–1714)
  - Ferdinando d’Adda, proprefekt (1714-1717)
- Giandomenico Paracciani (1717–1721)
- Fabrizio Paolucci (1721–1726)
- Francesco Barberini (1726–1738)
- Giuseppe Firrao (1738–1744)
- Raffaele Cosimo De Girolami (1744–1748)
- Carlo Alberto Guidobono Cavalchini (1748–1774)
- Francesco Carafa (1775–1818)
- Bartolomeo Pacca (1818–1826)
- Carlo Odescalchi (1826–1834)
- Giuseppe Antonio Sala (1834–1839)
- Costantino Patrizi Naro (1839–1841)
- Pietro Ostini (1842–1847)
- Antonio Francesco Orioli OFMConv (1847–1852)
- Gabriel della Genga Sermattei (1852–1860)
- Niccola Clarelli Paracciani (1860–1863)
- Angelo Quaglia (1863–1872)
- Giuseppe Andrea Bizzarri (1872–1877)
- Innocenzo Ferrieri, proprefekt (1876–1878); prefekt (1878–1887)
- Ignazio Masotti (1887–1888)
- Isidoro Verga (1888–1896)
- Serafino Vannutelli (1896–1899)
- Girolamo Maria Gotti OCD (1899–1902)
- Angelo Di Pietro (1902)
- Domenico Ferrata (1902–1908)